# Asiolasma billsheari
Espèce
Asiolasma billsheari est une espèce d'opilions dyspnois de la famille des Nemastomatidae.

## Distribution
Cette espèce est endémique du Gansu en Chine. Elle se rencontre vers Zhuli.

## Description
Les mâles mesurent de 3,0 à 3,05 mm.

## Systématique et taxinomie
Cette espèce a été décrite par Martens en 2019.

## Étymologie
Cette espèce est nommée en l'honneur de William A. Shear.

## Publication originale
- Martens, 2019 : « An ancient radiation: Ortholasmatine harvestmen in Asia - a new genus, three new species and a revision of the known species (Arachnida, Opiliones, Nemastomatidae). » Revue suisse de Zoologie, vol. 126, no 1, p. 79–110.